# Шериф Вуді
Шериф Вуді (англ. Sheriff Woody) — персонаж і один з головних героїв франшизи «Історія іграшок». Персонажа озвучували Том Генкс та Джим Генкс.

## Опис
Вуді — старомодна лялька-ковбой з вбудованим голосовим програвачем, який активуються смиканням за мотузку. В мультфільмі «Історія іграшок 2» виявляється, що обличчя в нього розписано вручну, а також виготовлені вручну жилет і капелюх.
Вуді — улюблена іграшка Енді з самого дитинства, а також є своєрідним лідером інших іграшок з кімнати Енді.
Прототипом Вуді став головний герой популярного телешоу 1950-х років «Woody's Roundup». У серпні 2009 року Лі Анкрич у Твіттері оголосив, що Вуді має прізвище — Прайд.